# Franqueville-Saint-Pierre

Franqueville-Saint-Pierre este o comună în departamentul Seine-Maritime, Franța. În 1 ianuarie 2022 avea o populație de 6.081 de locuitori.